# Золотая рота
«Золотая рота» — русский фразеологизм, исторически имевший два значения. Оба они связаны с реалиями Российской империи. Первоначально это было неофициальное название Роты дворцовых гренадер, впоследствии это выражение приобрело переносный и бранный смысл и стало обозначать представителей городских низов и преступного мира.

## Рота дворцовых гренадер
Рота дворцовых гренадер Русской гвардии, которая неофициально называлась «Золотой ротой», несла службу в почётных караулах. Эта рота набиралась из заслуженных старых солдат и носила особые (яркие и эффектные) мундиры, в которых преобладали красные и золотые цвета. Рота была создана Николаем I 2 (14) октября 1827 года. Император лично разработал для неё мундиры.
Расформирована рота была 4 февраля 1921 года.

## Низы общества и преступный мир
Впоследствии в просторечии это выражение приобрело переносный и бранный смысл. Название «золотая рота» стали применять к созданным в 1823 арестантским ротам при крепостях и вообще к арестантам. Кроме того, оно стало обозначать деклассированные слои общества, опустившихся, обнищавших людей, выступать синонимом слов: «сброд», «босяки», «оборванцы». Рядовой представитель «золотой роты» назывался «золоторотцем». По свидетельству В. А. Гиляровского, выражение имело общерусское распространение:
И я, действительно, стал зимогором. Так в Ярославле и вообще в верхневолжских городах зовут тех, которых в Москве именуют хитровцами, в Самаре — горчичниками, в Саратове — галаховцами, а в Харькове — раклами, и всюду — «золотая рота».
«Золотая рота» стала стандартным наименованием городских низов в русской литературе XIX века. Например, Н. Н. Златовратский описывал их быт в произведении «Предводитель золотой роты» (1876), а Лидия Чарская озаглавила один из своих романов «Золотая рота».
«Золотой ротой» именовали также верхушку преступного мира. Именно так В. В. Крестовский в романе «Петербургские трущобы» называет достаточно узкий круг самых отпетых и отчаянных мошенников, способных на любые дерзкие операции. «Капитаном золотой роты» именует себя один из главных героев романа — Сергей Антонович Ковров, в характере которого помимо храбрости, предприимчивости и неразборчивости в средствах прослеживаются рыцарские черты.
Современному носителю русского языка это выражение ближе всего известно из некоторых текстов первой половины XX века:

Пепел. Живут же люди…

Клещ. Эти? Какие они люди? Рвань, золотая рота…— А. М. Горький. На дне. Акт 1.

Ко мне в кабинет, как-то боком, проскользнул из двери здоровенный детина, но, Боже мой, какого вида! Только на Руси может человек рисковать показаться публично в столь своеобразном "наряде", не возбуждая против себя хотя бы насмешливых преследований уличных мальчишек и удивленного взгляда прохожих.
Предо мной предстал чистой воды "золоторотец", в широких грязных подштанниках, со штанинами разной длины, в какой-то дырявой, не то женской кофте без рукавов, не то в бывшей мужской жилетке. На одной ноге его красовался лапоть, на другой — рваная калоша.
— Кошко А.Ф. Очерки уголовного мира. Честнейший человек..

— Райская долина, — сказал Остап, — Такие города приятно грабить рано утром, когда еще не печет солнце. Меньше устаешь. 

— Сейчас как раз раннее утро, — заметил Паниковский, льстиво заглядывая в глаза командора. 

— Молчать, золотая рота! — закричал Остап. — Вот неугомонный старик! Шуток не понимает.— И. Ильф, Е. Петров. Золотой теленок. Ч. 1. Гл. 8.

И вот не прошло и получаса, как сотня солдат ворвалась в Ямки и стала сокрушать дом за домом. К ним присоединилась сбежавшаяся откуда-то несметная толпа золоторотцев, оборванцев, босяков, жуликов, сутенёров.— Александр Куприн "Яма". Ч. 3. Гл. 9.